# Omnium
Omnium er et cykelløb med 6 forskellige discipliner. Historisk set, har omnium haft en række forskellige formater. Omnium blev genindført i VM som et løb med 5 discipliner for mænd i 2007 og for kvinder i 2009. Det blev ændret i 2010 af Den Internationale CykelUnion, UCI, til at omfatte udskilningsløb og distancekørsel og det skete for at favorisere udholdenhedscykelryttere. 

## Løbets afvikling
UCI definerer løbet således:
Afvikles over 2 dage.
Dag 1:
1) Scratch løb
2) Individuelt forfølgelsesløb: 4000 meter for elite mænd, 3000 meter for junior mænd og elite kvinder, 2000 meter for junior kvinder
3) Udskilningsløb
Dag 2:
4) Tidskørsel: 1000 meter for mænd, 500 meter for kvinder
5) Flyvende omgang (mod uret)
6) Pointløb: 40 km for senior mænd, 25 km for senior kvinder, 25 km for junior mænd og 20 km for junior kvinder

## Nye pointregler
Den rytter, der slutter først i en begivenhed (de 5 første), modtager 40 point, den anden rytter får 38 point og så videre. Er der flere end 20 deltagerer modtager resten 1 point.
I pointløbet uddeles point i spurterne og man kan vinde 20 p ved at tage en omgang, mens en tabt omgang koster minus 20 point.
Vinderen er den rytter med flest point efter pointløbet.
Hvis to ryttere står uafgjort i pointstillingen, vil placeringen i pointløbet være afgørende. 
En rytter skal have gennemført hver begivenhed i omnium.
Omnium erstattede individuelt forfølgelsesløb, pointløb og parløb ved sommer-OL i 2012.